# Antonin Rayon
Antonin Rayon (* 1976) ist ein französischer Jazzmusiker (Piano, Hammondorgel, Clavinet).
Rayon hatte ab dem sechsten Lebensjahr Klavierunterricht, zunächst bei Victoria Melki in Paris, um dann an der Ecole de Jazz et de Musiques Actuelles in Lausanne und am Konservatorium in Nîmes zu studieren. Er arbeitete ab den frühen 2000er-Jahren vorwiegend als Keyboarder und Organist u. a. mit Marc Ducret, Alexandra Grimal, Sylvaine Hélary (Spring Roll). 2013 spielte er im Quartett mit Richard Bonnet, Tony Malaby und Tom Rainey in New York City das Album Warrior (Marge) ein. Als Pianist spielte er mit Marc Ducret (Tower Bridge, 2014) und Dominique Pifarély (Tracé provisoire, ECM 2016). Mit einem Quartett um Gilles Coronado spielte er das Album Au Pire, Un Bien (2016) ein und wurde auch beim Berliner Jazzdor-Festival vorgestellt. Im Bereich des Jazz war er zwischen 2003 und 2019 an 14 Aufnahmesessions beteiligt, u. a. auch mit Jean-François Pauvros (A Tort et au Travers, 2019).

## Diskographische Hinweise
- Spring Roll: Episodes (2017), mit Sylvaine Helary, Hugues Mayot, Kris Davis, Antonin Rayon, Sylvain Lemetre
- Sylvaine Hélary: Glowing Life (Ayler Records, 2020), mit Benjamin Glibert, Christophe Lavergne